# Tarkada
La tarkada es una danza candaraveña, que se ejecuta durante la fiesta de los carnavales en la región Tacna, en Perú.

## Origen
La danza se originó en Candarave, y de ahí se extendió a otros pueblos, como Camilaca y Huanuara.
Se denomina tarkada por la tarka, instrumento musical principal de la danza.

## Vestimenta
La Tarkada es una danza carnavalesca de origen Candaraveño, que se realiza durante la fiesta de los carnavales en la región Tacna, Perú. La Tarkada es una danza original, con un estilo único en vestimenta.
La danza tiene su origen en el pueblo de Candarave, y de ahí se extendió a otros pueblos, como Camilaca y Huanuara. Actualmente, esta zona corresponde a la provincia de Candarave.
Los varones utilizan pantalón, camisa, ojotas, pañuelo, mientras que las mujeres utilizan pollera de seda, enaguas, centro, blusa, ojotas y pañuelo. Ambos utilizan el sombrero de paño negro, típico de la zona andina de Tacna.